# Mexikanische Literatur
Die mexikanische Literatur ist die spanischsprachige Literatur Mexikos und als solche Teil der hispanoamerikanischen Literatur. Sie ist eine der umfangreichsten, profiliertesten und nicht erst seit der Verleihung des Nobelpreises 1990 an Octavio Paz international bekanntesten Literaturen Lateinamerikas. Vor dem Hintergrund der extremen gesellschaftlichen Diversität Mexikos ist sie durch zahlreiche philosophisch-kulturelle Kontroversen, eine schwierige Suche nach Identität der multiethnischen Gesellschaft und durch die von der Kolonialzeit bis heute immer wiederkehrenden Forderungen nach Gerechtigkeit und Wiedergutmachung geprägt.
In den Vereinigten Staaten gibt es seit Mitte des 19. Jahrhunderts eine Literatur von mexikanischen Immigranten in spanischer Sprache, die sog. Chicano-Literatur, die nicht Gegenstand dieses Artikels ist.

## Vorkolumbianische Literaturen
Die bilderschriftliche Hinterlassenschaft der vorkolumbianischen Kulturen Mexikos in Form von Wandmalereien und weniger Codizes wurde außer von einigen Klerikern, die die Reste vor der Inquisition retteten, lange Zeit ignoriert. Die aus dem 8. Jahrhundert v. Chr. stammenden Glyphen der Olmeken sind bis heute nicht entziffert. Von den Zapoteken sind keine schriftlichen Zeugnisse überliefert. Die reich bebilderten schriftlosen Aztekencodices wurden nach der spanischen Eroberung weiangefertigt, dann mit spanischen Texten.

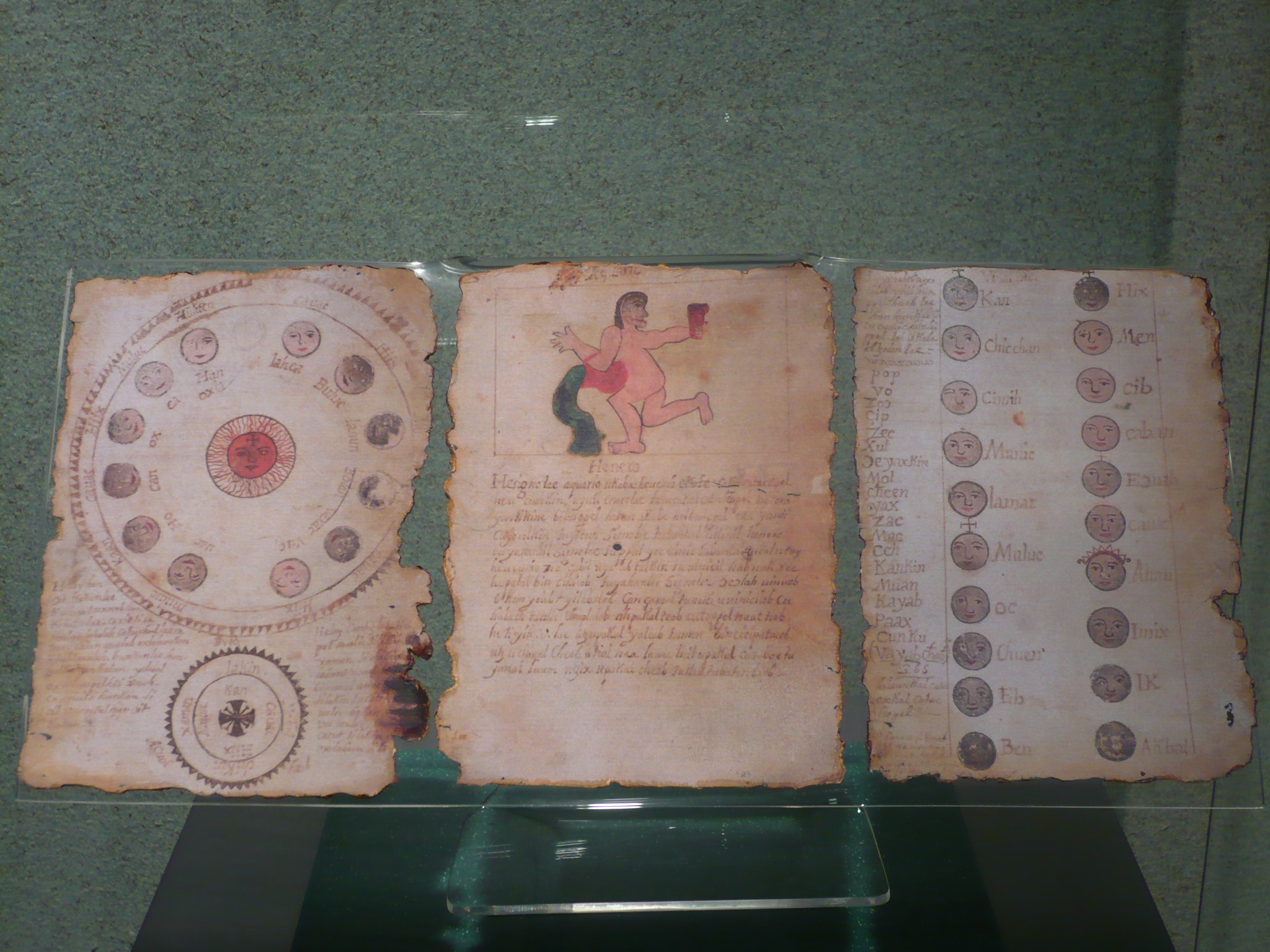
Chilam Balam Ixil, ausgestellt in Mexiko-Stadt

Die Maya verfügten offenbar über Chroniken in Hieroglyphenschrift, die über die Geschichte des schon im Niedergang begriffenen Volkes berichteten. Der größte Teil der Maya-Literatur und der Bilderschriften wurde von der spanischen Inquisition unter Diego de Landa zerstört. Heute geben vor allem Popol Vuh (Buch des Rates) und Chilam Balam (Prophet Jaguar), die erst zur Zeit der spanischen Kolonisation seit dem 16. Jahrhundert in den Sprachen der Quiché in Guatemala bzw. der Maya Yucatáns mit lateinischen Buchstaben aufgezeichnet wurde, Aufschluss über die Mythologie und Geschichte der Maya. Teilweise enthalten sie aber auch Material aus europäischen Quellen. Zur Maya-Literatur zählen auch ausdrucksvolle Tanzdramen und -gesänge, die in Quiché überliefert wurden.
Bei verschiedenen in der klassischen Sprache der Azteken, dem Nahuatl, aus der Zeit nach der spanischen Eroberung überlieferten Texten ist unklar, inwieweit die Bearbeitung durch Missionare den ursprünglichen Charakter verfälscht hat und ob sie ursprünglich den Charakter von in metrischem Stil verfassten (Helden-)Epen oder Sagas trugen. Dazu gehören die als Manuskript überlieferten Annalen von Tlatelolco von 1558, die Crónica Mexicayotl, die von Fray Bernardino de Sahagún zwischen 1558 und 1560 erstellte Sammlung mit 20 rituellen Gedichten sowie die Cantares mexicanos, die erst 1906 publiziert wurden.
Bei Gesang und Poesie (cuicatl) werden u. a. Hymnen an die Götter, Kriegsgesänge oder Frühlingsgesänge unterschieden. Zur überlieferten Prosa gehören huehuetlatolli (Reden und Ermahnungen der Alten) sowie teotlatolli (Göttergeschichten) und itolloca (Chroniken). Die Lyrik erreicht einen Höhepunkt in den mündlich überlieferten, von Spaniern in Nahuatl niedergeschriebenen Gesängen des chichimekischen Dichterkönigs Nezahualcóyotl. Erst im 20. Jahrhundert ließen sich moderne Autoren wieder vom Erbe der Azteken anregen.

## Kolonialzeit
- Zu den Anfängen der Literatur im Vizekönigreich Neuspanien siehe auch Anfänge der lateinamerikanischen Literatur

Schon 1539 wurden in Mexiko das erste Buch gedruckt. Es handelte sich um ein geistliches Werk des ersten mexikanischen Bischofs Juan de Zumárraga. Die dominierende Literaturform der Kolonialzeit war die Chronik, die erst vom investigativen mexikanischen Journalismus des 20. Jahrhunderts wiederentdeckt und genutzt wurde. Bernal Díaz del Castillo (1492–1550), der als Fußsoldat unter Hernán Cortés an der Eroberung der aztekischen Hauptstadt Tenochtitlán teilgenommen hatte, verfasste 1568 einen Bericht über die Eroberung, der sich kritisch mit den Ansprüchen Cortes’ und seiner Politik den Indios gegenüber auseinandersetzte, aber erst Jahrzehnte später gedruckt wurde.

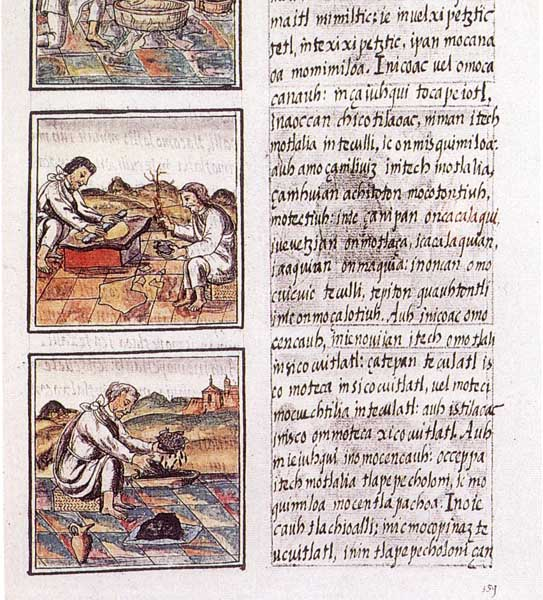
Seite 51 des IX. Buchs des in Nahuatl verfassten und in lateinischer Schrift geschriebenen Codex Florentinus von Bernardino de Sahagún

1569 stellte der Mönch Bernardino de Sahagún in der „Historia general de las cosas de Nueva España“ die Kultur und Geschichte sowie Sprüche und Hymnen der Nahuatl sprechenden Indios dar. Das große Versepos „El Bernardo o Victoria de Roncesvalles“, verfasst von dem Theologen und Kronrichter Bernardo de Balbuena, ist mit 5000 Oktaven (Strophen zu je 8 Versen) ein komplexes Beispiel des Ritter- und Heldenepos des späten 16. Jahrhunderts. Balbuena begründete auch das Genre des Schäferromans in Mexiko.
Zu Beginn des 17. Jahrhunderts fanden mestizische Themen immer häufiger Eingang in die Literatur des teils exaltierten, teils pessimistischen barroco de indias (so der Venezolaner Mariano Picón Salas). Der mestizischen Chronist und Verwaltungsbeamte Fernando de Alva Ixtlilxóchitl gibt in seiner zwischen 1615 und 1650 entstandenen Historia de la Nación Chichimeca eine umfangreiche Darstellung der Geschichte der Chichimeken, die dem Aufbau der Bibel angepasst ist. So präsentiert er eine indianische Schöpfungsgeschichte, eine indianische Sintflut, eine babylonische Sprachverwirrung der Tolteken und Chichimeken und setzt seinen Vorfahren Nezahualcóyotl mit Karl dem Großen gleich. Es handelt sich dabei um die umfangreichste, dabei in elegantem Spanisch verfasste Darstellung der Vorgeschichte der Chichimeken bis zur Ankunft der Spanier und den Unterwerfungskriegen, deren Ende nicht erhalten ist. Sogar Einflüsse spanischer Romanzen der Cid-Thematik sind spürbar.

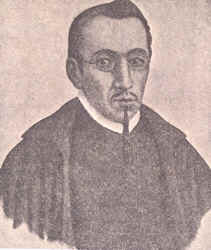
Carlos de Siguenza y Gongora

Im 17. Jahrhundert entwickelte sich in Mexiko aus den pittoresken Inszenierungen, die zunächst der Missionierung der Indios dienten, ein eigenes Theaterleben. Juan Ruiz de Alarcón (1580/1581–1639) ging 1614 nach Spanien und schrieb dort erfolgreiche Sittenkomödien, heroische und Intrigenstücke in der Tradition Lope de Vegas. Sor Juana Inés de la Cruz verfasste schon als Jugendliche am Hof der Vizekönigin von Neuspanien, später als Nonne in einem liberalen Kloster weltliche und geistliche Gedichte sowie Dramen im Stil des Culturalismo, der mit seinen zahlreichen Manierismen und mythologischen Anspielungen und Figuren Gelehrsamkeit demonstrierte und damit gegen das Gebot verstieß, sich nur mit geistlichen Dingen zu beschäftigen. Der mit ihr befreundete Mathematiker, Naturwissenschaftler und Historiker Carlos de Sigüenza y Góngora kann als Vorläufer der Aufklärung und Bekämpfer des Aberglaubens gelten. Er lernte Nahuatl, forschte über die Frühgeschichte der Azteken, berichtete über die Hungerrevolte der Indios 1692 und trug zur Entwicklung eines mexikanischen (kreolischen) Nationalismus bei. Der Franziskaner Agustín de Vetancurt (1620–1700), dessen Arbeit von Carlos de Sigüenza y Góngora unterstützt wurde, war nicht nur Chronist seines Ordens und Erforscher des Nahuatl, sondern Historiker und Überlieferer vieler indigener Traditionen.

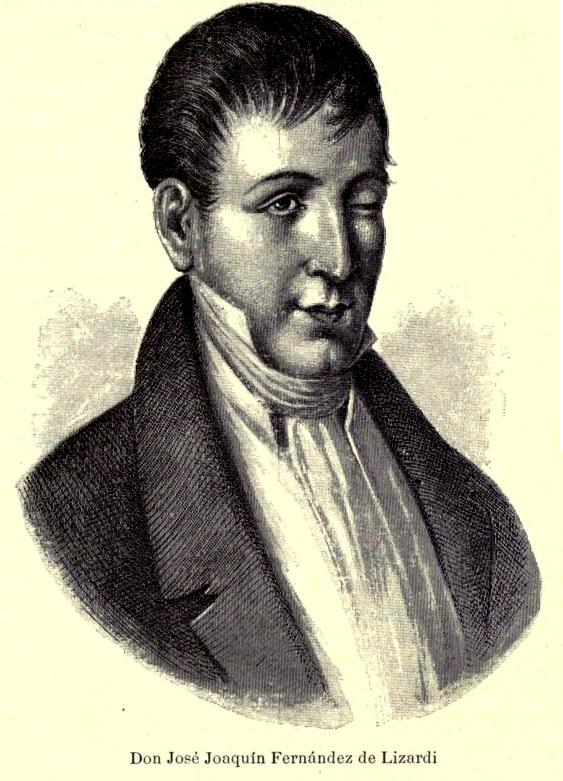
José Joaquín Fernández de Lizardi

Im 18. Jahrhundert kam es mit dem Niedergang der spanischen Scholastik, die mit ihrer Kolonialethik bis ins 19. Jahrhundert nachwirkte, zu einer intellektuellen Stagnation im Vizekönigreich, die auch durch die aufgeklärten Reformen unter Karl III. nicht überwunden wurde. Die Ziele der erst gegen Ende des Jahrhunderts rezipierten katholischen Aufklärung vertrat der sozial- und kolonialismuskritische Schriftsteller, Journalist und Herausgeber mehrerer Zeitschriften, der „mexikanische Voltaire“ José Joaquín Fernández de Lizardi (1776–1827), der zum ersten Berufsschriftsteller Mexikos wurde. Neben Theaterstücken und Fabeln schrieb er mit seinem vierbändigen Werk Periquillo Sarniento (1816–1830) eine Kritik der Kolonialbürokratie in Form eines Schelmenromans – eine in Spanien bereits ausgestorbene Gattung. Dieser erste große Roman des Kontinents verbindet die barocke spanische Tradition mit philosophischen Gedanken und Elementen des Erziehungsromans der Aufklärung und der Ständesatire. Sein Held, ein Ich-Erzähler, dient in der Strafkompanie in Manila; er gibt die Institutionen nicht nur der Lächerlichkeit preis, sondern macht auch Verbesserungsvorschläge bis hin zur Kleinkinderernährung. Spätere Werke Lizardis erreichten nicht mehr das Niveau seines Hauptwerks. Wegen seiner Ablehnung der Sklaverei und Angriffe auf den Vizekönig geriet er in Konflikte mit der Zensur und wurde zeitweise inhaftiert; doch auch nach der Unabhängigkeit 1821 wurde er als Föderalist und Freimaurer verfolgt.

## Die Zeit nach der Unabhängigkeit und die Wirren des 19. Jahrhunderts

### Staatsgründung und Identitätssuche
Die Zeit während und nach dem Kampf um Mexikos Unabhängigkeit war sowohl bei den Anhängern des Verbleibs bei Spanien als auch bei den mexikanischen Nationalisten durch die enge Verbindung von Dichtung, Publizistik und praktisch-politischer Tätigkeit der Autoren gekennzeichnet, so z. B. bei Agustín Pomposo Fernández und dessen auf der politischen Gegenseite stehenden Schüler Andrés Quintana Roo. Die Autoren dieser Zeit befassten sich mit der Geschichte der Kolonisation Mexikos, den Konflikten zwischen Zentralmacht und Bundesstaaten und der mühsamen Entstehung einer nationalen Identität. Ein Beispiel dieses aktiven Eingreifens von Intellektuellen in die politischen Kämpfe stellt die Karriere des Publizisten und Dramatikers Manuel Eduardo de Gorostiza dar. Er wurde durch Lustspiele im Stil Molières bekannt, flüchtete 1820 nach England, trat nach seiner Rückkehr in den diplomatischen Dienst Mexikos und wurde Leiter des Staatstheaters von Mexiko-Stadt und Außenminister.
Der Befreiungskampf von 1821 wurde von Großgrundbesitzern und Kirche inszeniert, auch um den Einfluss liberaler und napoleonischer Ideen aus Spanien nach der dortigen Revolution von 1820 zu verhindern. Er führte zu einer langen Kette von Revolutionen und Gegenrevolutionen, die die Abschottung förderten und den „Import“ europäischer Vorbilder verzögerten, aber auf längere Sicht die Mestizen und schließlich auch die Indios stärker einbezogen und so ihre Politisierung und ihre Teilhabe am kulturellen Leben förderten. Mit dem Blick der auf Emanzipation drängenden Mestizen auf die junge mexikanische Gesellschaft schrieb der Politiker Pedro Almeida Jiménez (1774–1838) aus Mérida in Yucatan den allegorisch-mythologischen Versroman Un mejicano: El pecado de Adán (1838), dessen Thema zweifellos von Lizardi beeinflusst ist: Der junge Jímenez begibt sich auf eine fiktive danteske Rundreise, um sich vom paternalen Autoritarismus zu befreien.

### Romantik
In den 1820er Jahren setzte auch in Mexiko eine Faszination für das europäische Mittelalter ein. Während seines Exils in Mexiko wurde der kubanische Dichter José María Heredia, der den Ossian ins Spanische übersetzt hat, für seine romantischen Oden gefeiert. Doch wurde die europäische Romantik in Mexiko später rezipiert als in anderen lateinamerikanischen Ländern. Besonders in Argentinien gelangte sie in Form einer eigenständigen Gaucholiteratur früh zur Blüte, während sie in Mexiko weitgehend „europahörig“ blieb wie z. B. im romantischen Werk Fernando Calderóns.
Eine Ausnahme bildeten Gedichte, Epigramme, kurze Erzählungen und Theaterstücke des 1842 im Alter von erst 26 Jahren auf Kuba verstorbenen Ignacio Rodríguez Galván. Er gilt als erster mexikanischer Romantiker und verfasste Ende der 1830er Jahre einige Schlüsselwerke des kreolischen Nationalismus. Am bekanntesten ist sein Gedicht La profecía de Guatimoc, ein nächtlicher, zunächst fatalistisch ansetzender Monolog des Aztekenherrscher Cuauhtémoc in 458 Versen in unterschiedlichen Versmaßen, in dem schließlich die Rückkehr zum Naturrecht postuliert wird. Es stützt sich auf eine Tradition historischer Betrachtungen, die mit der Brevísima historia de la destrucción de las Indias (1619) von Bartolomé de las Casas beginnt und bis zum Menologio franciscano de los varones mas señalados (1694) von Agustín de Vetancurt reicht.
Die enge Verknüpfung von politischen, publizistischen und literarischen Aktivitäten in einzelnen Personen dauerte unter der Diktatur von Antonio López de Santa Anna (der Periode des sogenannten Santanismo), während der französischen Interventionen der 1860er Jahre und des Zweiten Kaiserreichs, nach Wiedererrichtung der Republik sowie unter der langjährigen Diktatur Porfirio Díaz’ fort. In allen diese Phasen war der liberale Schriftsteller, Historiker und Politiker Guillermo Prieto, der Gründer der mexikanischen Akademie der Dichtung (1836), abwechselnd auf Regierungs- und Oppositionsseite aktiv.
Die kurze Schaffensperiode des Lyrikers Manuel Acuña (1849–1873) fiel in die Zeit des kulturellen Aufschwungs nach der Wiedererrichtung der Republik in den späten 1860er Jahren. Seine wenigen erhaltenen Gedichte markieren den Übergang vom vorherrschenden positivistisch-geschichtsphilosophischen Denken zur Neoromantik und erregten Bewunderung. Der liberale Schriftsteller und Politiker indigener Abstammung Ignacio Manuel Altamirano (1834–1893) verfasste 1869 den Roman Clemencia, der oft als erster moderner mexikanischer Roman genannt wird, sowie in den 1880er Jahren El Zarco (publiziert 1901). 1869 gründete er die wichtige Zeitschrift El Renacimiento. Sein Werk steht für eine neue autochthone nationale Identität.
In der Regierungszeit Porfirio Díaz’ entwickelte sich auch der teils realistische, teils romantische Banditenroman. Zu den politisch-publizistischen Gegnern Díaz’ zählte der Dichter Salvador Díaz Mirón, der sein Werk bis ins 20. Jahrhundert fortsetzen konnte.

### Symbolismus, Modernismo, Costumbrismo
An der Schwelle zum Symbolismus steht der von Alfred de Musset, Théophile Gautier und Charles Baudelaire, aber auch von klassischen spanischen Formen und der katholischen Mystik beeinflusste, früh verstorbene Lyriker und Erzähler Manuel Gutiérrez Nájera (1859–1895), der neben seiner Tätigkeit als Chirurg unter verschiedenen Pseudonymen schrieb. Er verließ kaum jemals seine Heimatstadt; zu seinen Lebzeiten erschien nur ein Buch (Cuentos Frágiles, 1883) unter dem Pseudonym El Duque; doch gilt er neben dem ebenfalls von der Mystik beeinflussten, längere Zeit in Spanien wirkenden Lyriker Amado Nervo (1870–1919) und dem Nicaraguaner Rubén Darío als Hauptvertreter des lateinamerikanischen Modernismo und begründete zusammen mit dem Journalisten und Dramatiker Carlos Díaz Dufoo (1861–1941) die wichtige Literaturzeitschrift „Revista Azul“. Diese erhielt ihren Namen in Anlehnung an die Pariser „Revue politique et littéraire“ (nach der Farbe des Umschlags „Revue bleue“ genannt) und machte in kurzer Zeit die symbolistische Literatur in Lateinamerika bekannt. Sie wurde 1898 durch die „Revista moderna“ abgelöst. Zu den Modernisten werden weiterhin Salvador Dianz Mirón und José Juan Tablada gezählt, wobei Letzterer als der exotischte Vertreter der Fin-de-Siècle-Literatur Mexikos gilt. Beeinflusst vom Japonisme, schrieb er den ersten Haiku in spanischer Sprache und überschritt in seinen Sonetten „die für seine Zeit geltenden Grenzen des in literarischer Rede erotisch Sagbaren“.
Zwischen dem realistischen Sittengemälde des Costumbrismo, Romantik und Modernismo schwankte der von antiken und europäischen Vorbildern angeregte Dichter, Dramatiker und Romanautor Rafael Delgado (La Calandria, 1890; Angelina, 1894).
An der Schwelle zum 20. Jahrhundert entwickelte sich eine dichtere Kommunikation zwischen der mexikanischen und des spanischen Literatur; erstmals wirkte die mexikanische Literatur auf die spanische zurück, woran spanische Periodika wie La Ilustración Hispanoamericana (1881–1891), El Álbum Iberoamericano (1883–1910) oder Alrededor del Mundo (1899–1930) sowie einige Anthologien wie Poesías líricas mexicanas (1878) des nach Mexiko ausgewanderten Enrique de Olavarría y Ferrari (1844–1918 oder 1919) maßgeblich beteiligt waren. Dieser Prozess verlief allerdings nicht ohne Reibungen, Vorurteile und politische Kontroversen. Kritisiert wurde in Spanien u. a. die schwelgerische Naturdarstellung und die fehlende Orientierung an der klassischen spanischen Lyrik. Erst der spanische Kritiker Balbén de Unquera formuliert 1890, dass die Besonderheit der mexikanischen Poesie auf ihre sensorischen Fähigkeiten und die Verknüpfung von Wahrnehmung mit Sprache zurückzuführen sei. In der spanischen Literatur gebe es außerdem keine poetische Tradition der Liebeslyrik, die so reich an Ausdruckskraft sei wie die mexikanische, deren erste Vertreter Manuel Acua (1849–1873) und Manuel María Flores (1840–1885) waren. Später wurde auch erkannt, dass der Einfluss der französischen auf die mexikanische Lyrik dieser eine reichere Individualität verliehen habe.

## Das große Thema: Die Revolution 1910–1920 und die neue nationale Identität
Die Revolution, die im November 1910 als Aufstand verschiedener Gruppierungen bis hin zum Adel gegen das autoritäre Regime von Porfirio Díaz begann und in einen Bürgerkrieg mündete, beendete abrupt die oft dekadent anmutende Orientierung der mexikanischen Künstler- und Literatenszene. Von Künstlern und Schriftstellern wurde jetzt Anschluss an die Revolution und ideelle Unterstützung verlangt. Sie sollten sich als Avantgarde im Sinne einer intellektuellen Führung der Massen verstehen. Als Initiator dieser Umorientierung gilt der Landschaftsmaler Gerardo Murillo, der unter dem Namen Dr. Atl in die Revolutionsgeschichte einging. Als Propagandachef von Venustiano Carranza schuf er eine eigene Schule der murales, großer Wandbilder mit volkserzieherischem Anspruch. 1915 gründete er die Zeitschrift La Vanguardia, in der vor allem Karikaturisten gegen Adel und Klerus antraten.
Der Arzt, Schriftsteller und Revolutionär Mariano Azuela (1873–1952), ein später Vertreter eines nicht-sentimentalen Costumbrismo, hatte schon seit 1907 erste Romane über das soziale Leben unter der Diktatur veröffentlicht. 1911 begründete er mit Andrés Pérez, maderista die Gattung des Revolutionsromans. 1916 publizierte er das erste große Werk der Revolution, das basierend auf den Erfahrungen des Autors als Militärarzt in der Truppe Pancho Villas den Kampf der Bergbauern gegen Porfirio Díaz und den Diktator Huerta beschrieb (Los de abajo, dt.: „Die Rotte“, 1930; Neuübers. „Die Rechtlosen“, 1992). Die violencia, die Gewalt jener Tage, insbesondere auch gegen Frauen, spiegelt sich im Pathos und in der Metaphorik des Buches. Machismo und Heldenverehrung, Ignoranz und Nihilismus kennzeichnen die Akteure, Zersplitterung und Desillusionierung die revolutionäre Bewegung. Vermutlich aufgrund der kapitelweisen Erstveröffentlichung in einer Zeitung (1915) ergibt sich der Eindruck eines episodischen und zerrissenen Erzählflusses, der an die Technik des Bewusstseinsstroms oder an spätere Arbeiten von Juan Rulfo und Julio Cortázar erinnert. Azuelas spätere Werke wie La nueva burguesía (1941) befassen sich kritisch-satirisch mit der postrevolutionären Zeit.
Ebenfalls gegen den Diktator Díaz stellte sich Martín Luis Guzmán, der zweimal ins Exil gehen musste und durch seine weniger schwarz-weiß zeichnenden Revolutionsbücher „El águila y la serpiente“ (1928) und „Memorias de Pancho Villa“ (1940) berühmt und spät hoch geehrt wurde. Zu den Anhängern der Revolution zählte auch der durch nationalistisch-revolutionäre Lyrik bekannt gewordene Dichter und Publizist Ramón López Velarde (1888–1921).
1920 trat eine gewisse Beruhigung nach 10-jähriger Revolution ein, in der ein postrevolutionärer Staat geschaffen werden sollte. Das war die Stunde einer der schillerndsten und bedeutendsten Figuren des modernen Mexiko: Der Schriftsteller, Philosoph. Politiker und Schulreformer José Vasconcelos wurde zunächst zum Rektor der Universidad Nacional de México und später zum Minister für öffentliche Bildung ernannt. Er leistete einen entscheidenden Beitrag zum Konzept eines lateinamerikanischen Nationalismus und zur mexikanischen Nationalidentität durch seine völkerpsychologisch begründete Idee der „kosmischen Rasse“ (La raza cósmica, 1925) auf Basis der bestehenden starken Durchmischung europäischer und indigener Elemente in Lateinamerika. Er wandte sich entschieden gegen die Dominanz der weißen Rasse und sah Lateinamerika als Dreh- und Angelpunkt einer neuen Zivilisation. Mit diesem Konzept erlangte er weltweite Berühmtheit und beeinflusste die späteren Vertreter der Indio-Perspektive im magischen Realismus, z. B. den Guatemalteken Miguel Angel Asturias. Letztlich blieb von seinen Ideen angesichts des von ihm und anderen antizipierten ultimativen Zusammenstoßes mit dem angelsächsisch geprägten Nordamerika jedoch nur der mexikanische Nationalismus übrig, der durch seine angebliche gemischtrassig-kulturelle Überlegenheit den Yankees eine Niederlage zufügen wollte. Außerdem implizierte die rassistische Perspektive Vasconcelos’, der zeitweise Sympathien für den Faschismus hegte, auch die Minderwertigkeit der Schwarzen, die an der Rassenmischung nicht teilhaben sollten.

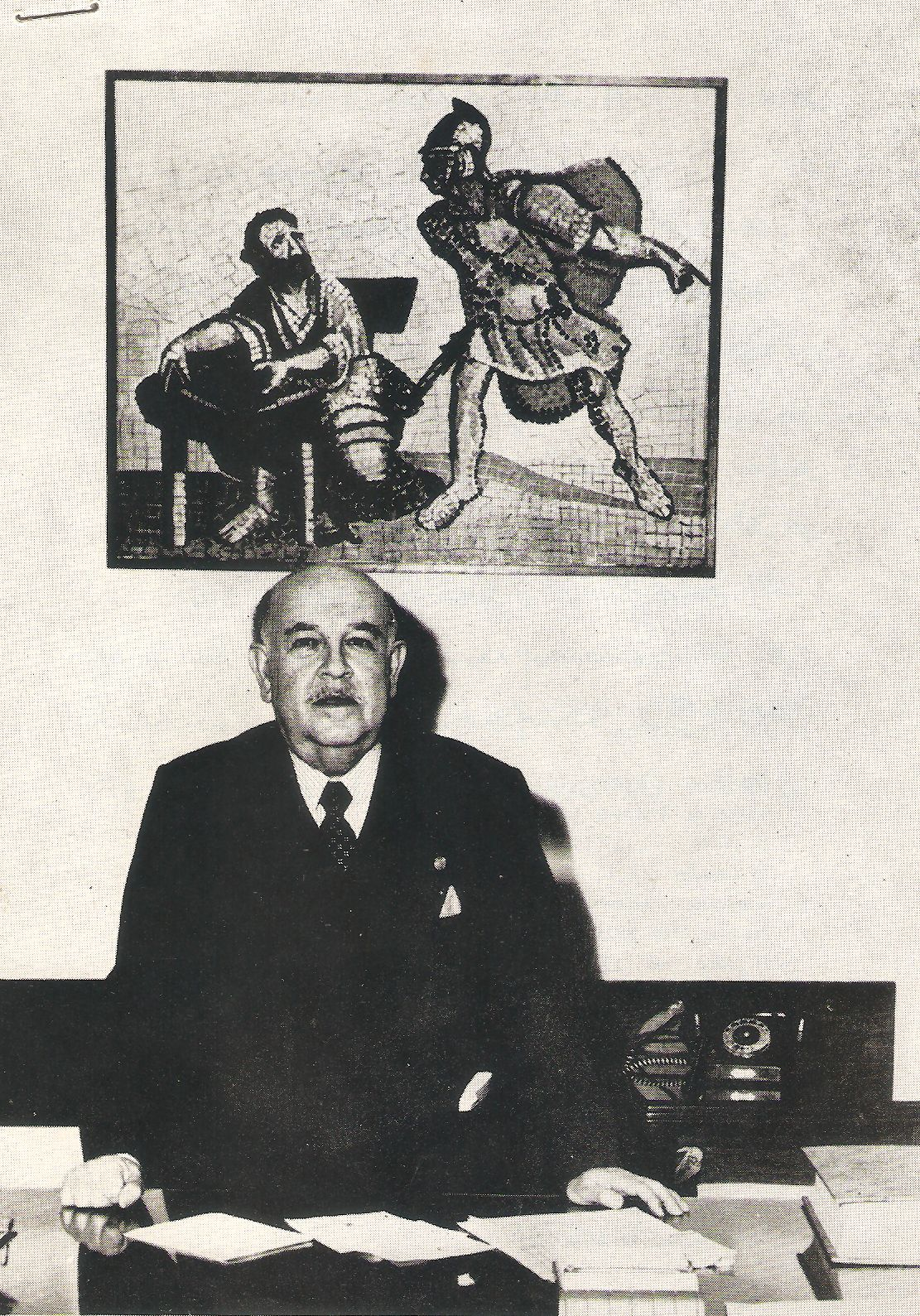
Alfonso Reyes (ca. 1955)

Hingegen gingen der von einer Japanreise beeindruckte Lyriker José Juan Tablada, der die Form des Haiku in der spanischsprachigen Welt bekannt machte und zum Bildgedicht weiterentwickelte, und der durch den Surrealismus, Goethe und die Philosophie José Ortega y Gassets beeinflusste Lyriker und Essayist Alfonso Reyes („La cena“, 1917; „Visión de Anáhuac“, 1917) als Gegner der Revolution ins Exil und kehrten erst in den 1920er oder 1930er Jahren zurück. Reyes war ein Mitbegründer der von Henri Bergson beeinflussten „Vitalisten“ der Gruppe „Ateneo de la Juventud“. Auf nur etwa 30 Seiten des poetischen Essays Visión de Anáhuac (1519) über das Hochtal von Anáhuac gibt er ein impressionistisches Bild der zum großen Teil verloren gegangenen Kultur der Region, ihrer Entdeckung, Kultivierung und Besiedlung, ihrer Menschen und ihrer Flora. Diese Beschreibung der Metamorphosen des Tales im Verlauf eines kreativen Evolutionsprozesses wurde sehr populär und trug zur kulturellen Identitätsbildung Mexikos bei; Reyes‘ Freund Valery Larbaud sprach gar von einer „mexikanischen Nationalhymne“.
Auch viele Vertreter der Avantgardebewegung des Estridentismo
wurden von der Polizei verfolgt und gingen ins Exil.

## Die „Institutionalisierung“ der Revolution in den „Goldenen Dreißigern“
Die „Institutionalisierung“ der Revolution durch Gründung des Partido Revolucionario Institucional (PRI) im Jahr 1929, gewissermaßen ihr „Einfrieren“, führte nach den chaotischen 1920er Jahren, in denen viele Autoren mit dem Anarchismus sympathisierten, in den 1930er Jahren erneut zu einer engen Verbindung von Literatur und Politik. Viele Schriftsteller gelangten in öffentliche Positionen, waren als Kulturfunktionäre, Hochschullehrer, Politiker, Diplomaten oder in internationalen Organisationen tätig und wurden von staatlichen Zahlungen und Literaturpreisen abhängig. Vor allem der diplomatische Dienst ermöglichte es vielen Autoren, Europa oder Nordamerika zu bereisen und dort Kontakte zu knüpfen und gleichzeitig ihr schriftstellerisches Werk fortzusetzen. So lässt der in Chile geborene Roberto Bolaño, der schon mit 13 Jahren mit seinen Eltern nach Mexiko zog, in seinem Roman 2666 (2004) einen mexikanischen Professor sagen: „In Mexiko [...] arbeiten die Intellektuellen für den Staat. Das war so, als der PRI an der Macht war, und ist unter der PAN-Regierung noch genauso. Der einzelne Intellektuelle kann ein glühender Gefolgsmann oder ein Kritiker der Staatsmacht sein. Dem Staat ist das egal. Der Staat ernährt und beobachtet ihn schweigend.“
Von Ende der 1930er Jahre bis in die 1970er Jahre war es allerdings nur mit dieser staatlichen Unterstützung und Subventionierung möglich, einen engagierten Literaturbetrieb und ein (nicht kostendeckendes) Verlagswesen in Mexiko aufzubauen und aufrechtzuerhalten. Dies war umso wichtiger, da der (Welt-)Markt für spanischsprachige Literatur durch die Zensur des Franco-Regimes und einiger anderer lateinamerikanischer Staaten eng begrenzt und so die literarische Produktion Mexikos gehemmt und von Bevormundung durch Dritte bedroht war. Der 1934 von Daniel Cosío Villegas gegründete, staatlich subventionierte Verlag Fondo de Cultura Económica gab zahlreiche Bücher und Zeitschriften zu günstigen Preisen heraus, die auf dem ganzen lateinamerikanischen Kontinent Verbreitung fanden.
Während der Modernismo in den „Goldenen Dreißigern“, den 1930er Jahren, in der Lyrik fortexistierte, blieb die Revolution das wichtigste Thema der erzählenden Literatur, so in den Romanen von Rafael Felipe Muñoz und Nellie Campobello und vielen Filmen dieser Zeit. Bei José Rubén Romeros („Mi caballo, mi perro y mi rifle“ 1936) gleitet der Revolutionsroman in den Schelmenroman ab. In den 1940er Jahren setzte Agustín Yáñez Delgadillo diese Tradition mit Al filo del agua (1947) zwar fort, entwickelt aber die Erzähltechnik wesentlich weiter und begründete damit den modernen mexikanischen Roman. Für John S. Brushwood war dies ein Schlüsselroman der mexikanischen Literatur.
Als Romancier, Erzähler, Theater- und Drehbuchautoren traten Mauricio Magedaleno (1906–1986) und der Politiker Jorge Ferretis hervor. Magedaleno „verwaltete“ das künstlerische Erbe der Revolution in kreativer Form. Unter den Dramatikern der nachrevolutionären Epoche sind Antonio Mediz Bolio und Rudolfo Usigli zu nennen. Auch Héctor Morales Saviñón behandelte in seinen Romanen und Erzählungen die Themen Krieg und Revolution. Das Genre der Kurzgeschichte pflegte mit subtilem Humor Efrén Hernández.

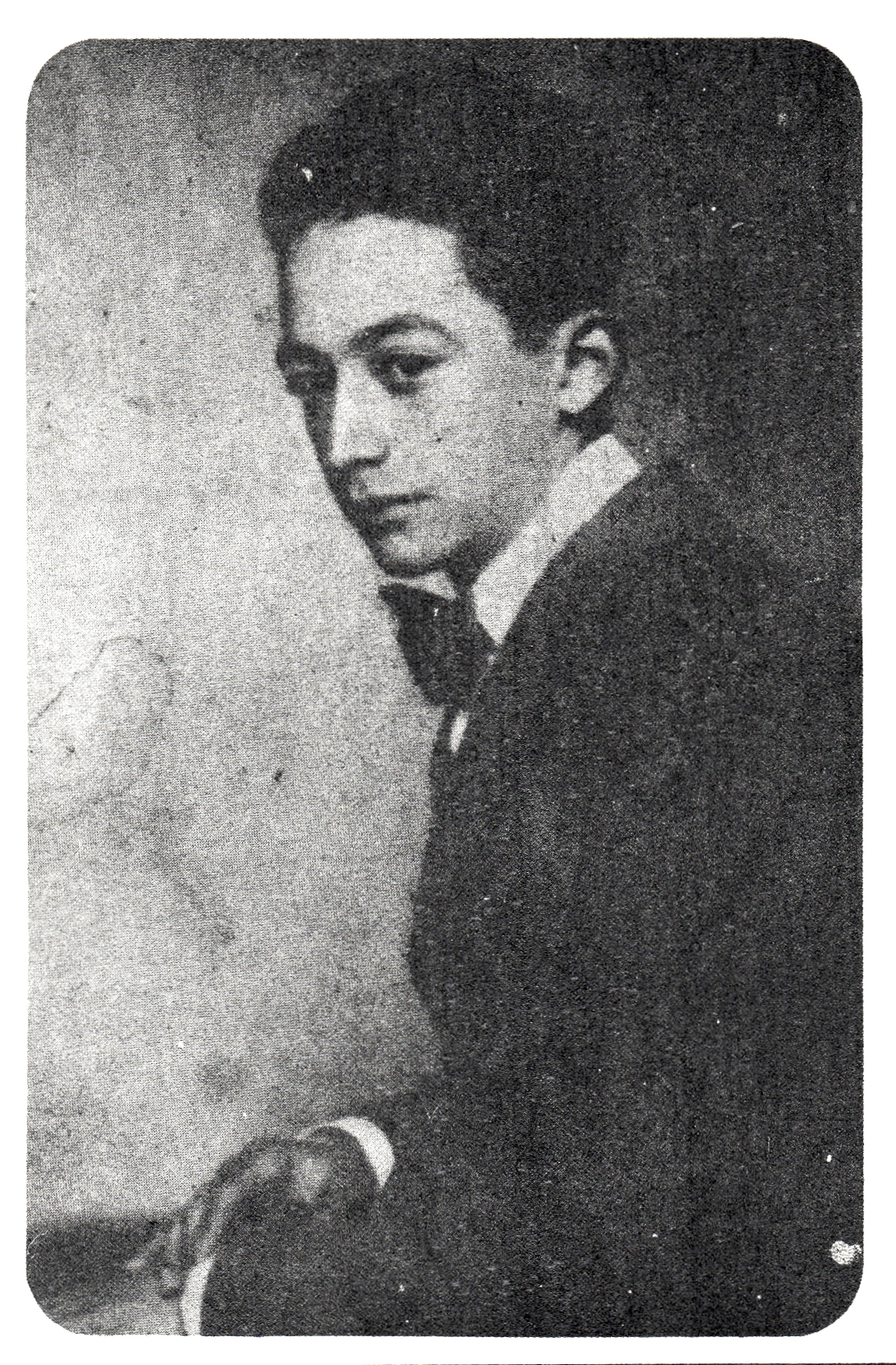
Xavier Villaurrutia

Auch das Theater wurde vom Staat gefördert und florierte. Dazu trug die Erneuerung der Ausdrucksformen durch die Ankunft ausländischer Regisseure wie Sano Seki aus Japan bei, der von Meyerhold beeinflusst war und 1939 in Mexiko Asyl fand.
Gegen das machistische Revolutionspathos opponierte allerdings schon um 1928 die Gruppe Los Contemporáneos, zu der eine Reihe der kurz nach der Jahrhundertwende geborener Autoren zählten, die sich für transkulturelle Einflüsse öffnete, so die vom französischen Vorbild beeinflussten Lyriker José Gorostiza, der ein schmales aber eindrückliches Werk hinterließ, das bis auf einen Gedichtband von 1925 zum großen Teil erst in den 1960er Jahren publiziert wurde, der Lyriker, Erzähler und Erziehungsminister Jaime Torres Bodet. der Prosaist, Chronist und Theaterautor Salvador Novo, der Schriftsteller und Publizist Jorge Cuesta und der von T. S. Eliot und Rainer Maria Rilke beeinflusste Xavier Villaurrutia, der das Drehbuch zu dem erfolgreichen Film Vámonos con Pancho Villa (1935) schrieb. Mit Xavier Villaurrutia gründete Novo die Literaturzeitschrift Ulises (1927).
Im Jahr 1938 führte der Besuch des französischen Surrealisten André Bretons in Mexiko, der eigentlich dem dort im Exil lebenden Leo Trotzki galt, zur raschen Verbreitung der Ideen des Surrealismus. Gemeinsam mit Diego Rivera verfasste Breton das Manifest Pour un art révolutionnaire indépendant, das von Leo Trotzki redigiert worden war und die Arbeit zahlreicher mexikanischer Künstler und Literaten prägte. Vorgeschlagen wurde die Gründung einer Internationalen Föderation unabhängiger revolutionärer Künstler, eine Idee, die den Krieg nicht überlebte.

## Autoren im mexikanischen Exil
In den 1930er und 1940er Jahren wurde Mexiko ein wichtiges Exilland für deutsche und österreichische Literaten und politische Publizisten, darunter viele Juden. Besonders bekannt wurde der deutschstämmige B. Traven, einer der Akteure der Münchner Räterepublik, der bereits etwa 1924 nach Mexiko emigrierte, dessen Identität aber erst viel später aufgedeckt wurde. Kein moderner Autor hatte sich bis dahin so intensiv mit Mentalität, Kultur und Lebensbedingungen der Quiché-Maya auseinandergesetzt wie Traven.
Mexiko bildete zwar hinsichtlich der Aufnahmezahl von etwa 1200 – 3000 Deutschsprachigen eines der Schlusslichter unter den Exilländern, war aber wegen der „hochkarätigen politischen und literarischen EmigrantInnen sowie wegen der von ihnen getragenen Verlage, Zeitschriften und Vereinigungen ein Exilzentrum von besonderer Bedeutung“. Dies galt auch für die etwa 20.000 – 30.000 spanischen, katalanischen und baskischen Bürgerkriegsflüchtlinge und intellektuellen Verteidiger der spanischen Republik wie Max Aub (Campo cerrado, 1943), Odó Hurtado i Martí mit seinen Büchern über das Barcelona der Vorkriegszeit, Pere Calders (Cròniques de la veritat oculta, 1955), Manuel Altolaguirre, José Bergamín, der Werke von García Lorca und vielen anderen in dem von ihm gegründeten Verlag Séneca herausgab, Telésforo Monzón oder José Moreno Villa. Während der Fondo de Cultura Económica zum wichtigsten internationalen Sprachrohr der spanischen Exilanten wurde, zählte der Verlag El libro libre zu den wichtigsten deutschsprachigen Exilverlagen. Er gab Bücher von 25 im mexikanischen Exil lebenden deutschsprachigen Autoren heraus, so von Anna Seghers, Egon Erwin Kisch, Ludwig Renn, Ernst Sommer und anderen. Viele davon wurden ins Spanische übersetzt. Das Goethe-Institut von Mexiko-Stadt widmet sich auch heute noch der Pflege dieses Erbes. Der Einfluss der deutschen Emigranten auf die mexikanische Literatur blieb jedoch wegen ihrer kleinen Zahl und der Sprachbarriere extrem gering.
In den 1950er bis 1980er Jahren gingen verschiedene Autoren aus lateinamerikanischen Diktaturen ins mexikanische Exil, so der guatemaltekische Erzähler Augusto Monterroso oder die kolumbianische Autorin und Aktivistin Laura Restrepo. Andere lateinamerikanische Autoren studierten in dieser Zeit an der in den 1950er Jahren errichteten Autonomen Universität von Mexiko in Coyoacán, die zeitweise die größte der Welt war, so z. B. der Panamese Enrique Jaramillo Levi. In den 1950er Jahren wanderten Paco Ignacio Taibo I und sein Sohn Paco Ignacio Taibo II, die ihr Heimatland Spanien im Bürgerkrieg verlassen hatten, nach Mexiko aus. Endgültig nach Mexiko übersiedelte 2007 nach jahrelangem Aufenthalt auch der Kolumbianer Fernando Vallejo aus Medellín, der weiterhin über Themen seiner Heimatprovinz schreibt.

## Die Nachkriegsgeneration
Eine Reihe von um 1911–1925 geborenen Autoren prägen das Bild der mexikanischen Literatur bis heute. Schon vor dem Zweiten Weltkrieg hatten Rafael Solana als Initiator und erster Herausgeber, Octavio Paz als sein Nachfolger, Alberto Quintero Álvarez, Efraín Huerta als verantwortlicher Redakteur, José Revueltas und andere die Zeitschrift Taller gegründet, die in der Zeit von 1938 bis 1941 nur 12 Ausgaben erreichte, aber wirkungsvoll für eine Modernisierung der Kultur und für eine Öffnung für die philosophischen Strömungen der Zeit eintrat. Die Zeitschrift war ein wichtiges Organ für den Dialog mit spanischen Emigranten wie dem Dichter und Kritiker Juan-Gil Albert, der als Sekretär für sie arbeitete.
Die wichtigsten Werke dieser Autoren fallen aber in die Zeit von 1950 bis 1975 (Generación de los 50). In vielen ihrer Werke drückt sich die Enttäuschung über die institutionalisierte Revolution aus, insbesondere nach dem Massaker von Tlatelolco 1968. Seit den 1950er Jahren treten in der mexikanischen Literatur die Frauen deutlicher hervor; ihre Themenwahl unterscheidet sich signifikant von der der männlichen Autoren, für die eben die Männlichkeit ein Dauerthema darstellt.
Das gilt auch für Octavio Paz, der weithin als der große Meister der mexikanischen Literatur anerkannt wird. Sein Werk wurde in viele Sprachen übersetzt. Seine frühen Arbeiten als Lyriker sind vom Surrealismus beeinflusst. Im Spanischen Bürgerkrieg kämpfte er auf Seite der Republikaner und lebte bis 1962 als Diplomat in Frankreich. Bekannt wurde er durch seinen Großessay „El laberinto de la soledad“ (zuerst 1950, 1969 selbstkritisch revidiert durch „Postdata“; dt.: „Das Labyrinth der Einsamkeit“ 1970), in dem er einen neuen Begründungsversuch der nationalen Identität, der „Mexicanid“ unternahm, der unter dem Einfluss der zeitgenössischen französischen Philosophie und der Psychoanalyse stand. In „Piedra de sol“ wird der Einfluss indianischer Mythologie spürbar. Spätere Werke sind durch den Strukturalismus oder – wie „Ladera este“ – durch die indische Dichtung geprägt. Paz erhielt neben dem Nobelpreis für Literatur u. a. den Friedenspreis des deutschen Buchhandels 1984.
Der Lyriker und Prosaautor José Emilio Pacheco (Los elementos de la noche, 1963) gilt als der bedeutendste Lyriker Mexikos. In seiner Poesie des Alltagslebens schildert er in formal geschliffener Sprache das Leben der einfachen Leute. Auch als Herausgeber und Essayist leistete er Bedeutendes. Im Werk des von Juan Ramón Jiménez und José Emilio Pacheco beeinflussten kommunistischen Lyrikers und Journalisten Efraín Huerta tritt Mexiko-Stadt gleichsam als Subjekt auf. Huerta verweigerte sich dem ästhetischen Subjektivismus, fand zu einem eher informellen, aber militanten Stil und thematisierte Kriege, Bürgerkriege, Kapitalismus und Imperialismus. Zu den Ereignissen von Tlatelolco schwieg er, weil auch seine Kinder betroffen waren. Der trotzkistische Erzähler, Drehbuchautor und politische Essayist José Revueltas, der seit 1932 schon mehrfach inhaftiert worden, veröffentlichte 1941 den Roman Los muros de agua („Mauern aus Wasser“) über Zwangsarbeiter, die auf die Islas Marías deportiert wurden. Er kam 1968 wegen des Vorwurfs, Miturheber der Studentenunruhen zu sein, die zum Massaker von Tlatelolco führten, erneut für zwei Jahre in Haft, erhielt aber in den 1970er Jahren den Nationalpreis.

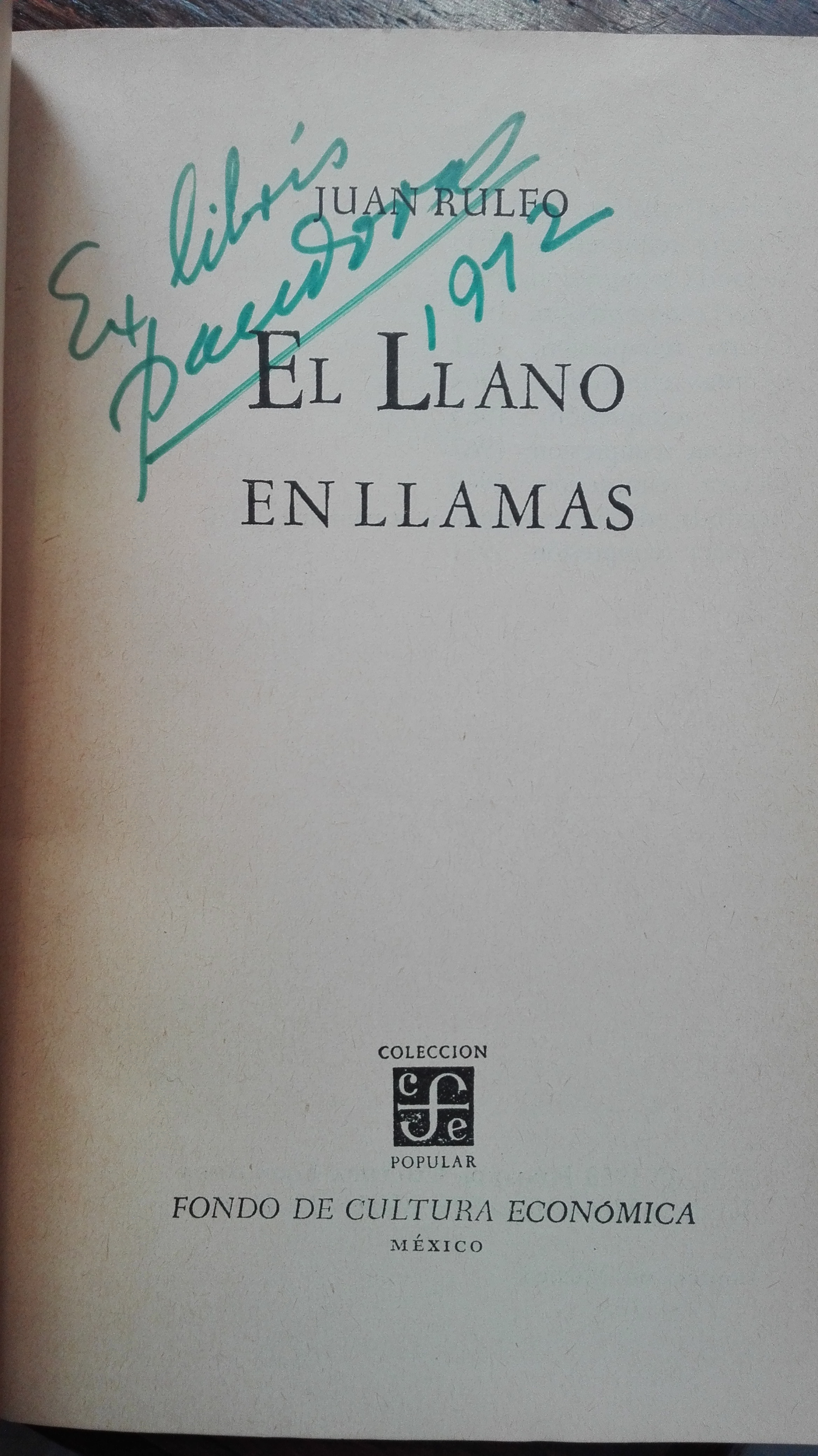
Buchtitel von El llano en llamas von Juan Rulfo

Auch der Magische Realismus fand Vertreter in Mexiko: Juan Rulfos Band El Llano en llamas (1953) mit Kurzgeschichten aus der Zeit des Guerra Cristera, des Bürgerkriegs zwischen Regierung und katholischen Bauernmilizen, wurde durch den extrem konzentrierten Erzählstil zum Vorbild vieler Autoren. Auch sein einziger Roman Pedro Páramo (übersetzt: „Stein“ + „Felswüste“) beeinflusste viele Autoren des Magischen Realismus: Ein Mann kehrt in sein Heimatdorf zurück, das er einst als Großgrundbesitzer beherrscht hat, findet es aber entvölkert vor. Pedro Páramo ist selbst verantwortlich für den Verfall, aber alle ehemaligen Bewohner sind irgendwie mitschuldig. Wie in vielen mexikanischen Romanen treten Lebende und Tote gemeinsam auf. Das Dorf zerfällt am Ende zu Steinhaufen. Nach Rulfo wurde 1991 der Premio de Literatura Latinoamericana y del Caribe Juan Rulfo (heute Premio FIL de Literatura en Lenguas Romances) benannt.
Die vom Existenzialismus beeinflussten Dramen und Romane von Elena Garro, die zeitweise mit Octavio Paz verheiratet war, zeigen Anklänge an den Magischen Realismus. Durch ihre Prosa beeinflusste sie vermutlich den Kolumbianer Gabriel García Márquez. Die Erzählungen von Guadalupe Dueñas zeichnen sich durch Präzision und einen sparsamen bis minimalistischen Stil mit fantastisch-surrealistischen Elementen aus. Als surrealistischer Dramatiker, Erzähler und Essayist wurde Rafael Solana bekannt, einer der produktivsten Autoren der Generación de Taller, der über 50 Jahre lang ununterbrochen publizierte. Sein Thema ist der Humanismus unter Bedingungen einer technischen Zivilisation, zunehmender Arbeitsteilung, Korruption, Vetternwirtschaft und geistiger Paralyse. Die Romane und Kurzgeschichten des etwas jüngeren Sergio Galindo, des Gründers der Kultur- und Literaturzeitschrift La Palabra y el Hombre wurden in mehrere Sprachen übersetzt. Die Ärztin Emma Dolujanoff stellte in ihren Romanen und Erzählungen alltägliche familiale und psychische Konflikte dar und behandelte Themen aus der Psychiatrie.
Eine besondere Stellung nimmt Guadalupe Teresa Amor Schmidtlein („Pita Amor“) mit ihrer expressionistisch-metaphysischen Lyrik ein. Sie diente vielen Künstlern als Modell und Muse (so dem Maler Diego Rivera) und war unter anderem mit Salvador Dalí, Frida Kahlo, Pablo Picasso, Juan Rulfo und Juan José Arreola befreundet. Dieser setzte sich als sozialkritischer, durch das kubanische Experiment beeinflusster Autor von Kurzgeschichten und Mikroerzählungen (sog. microrelatos wie in „La Feria“ 1963, dt. „Der Jahrmarkt“) deutlich von Rulfo ab. Rosario Castellanos war eine feministische Autorin, die sich auch mit Hilfe des Puppentheaters für die indigenen Völker und die Alphabetisierung engagierte. Ihr Roman „Oficio de Tenieblas“ (dt. „Das dunkle Lächeln der Catalina Díaz“, 1993), der in der Tradition des magischen Realismus steht, beschreibt den Aufstand der Chamula-Indios gegen die weißen Großgrundbesitzer im Hochland von Chiapas. Vom Leben der Indios im Nordwesten des Landes handeln die Erzählungen und Romane von Ramón Rubín, eines Vertreters des Indigenismo und Professors der Universidad de Guadalajara; sie zeigen, dass die besser gebildeten Indios die armen ungebildeten Indios ebenso ausgrenzen und verachten wie dies die Kreolen tun.
In ganz Lateinamerika und teilweise auch in Europa und Nordamerika bekannt wurden Werke von Emilio Carballido. Von den 1950er bis zu den 1980er Jahren verfasste er über 100 Theaterstücke und Drehbücher (u. a. für den Film „El censo“, 1977) sowie Romane und Kurzgeschichten. Jorge Ibargüengoitia wurde als Theaterautor, Romanschreiber und Erzähler durch seinen humoristisch-sarkastischen Stil bekannt, der mit sexuellen Anspielungen durchsetzt war und zynische und düstere Seiten aufweist; er schrieb Satiren über Kirche, den Wissenschaftsbetrieb und demontierte die Mythen der mexikanischen Revolution. 1983 starb er bei einem Flugzeugunglück in Madrid, bei dem viele lateinamerikanische Künstler und Intellektuelle umkamen.

## „La Generación de Medio Siglo“
Eine ganze Generation mexikanischer Schriftsteller, die von Mitte der 1950er bis Ende der 1960er Jahre publizierten, die „Generación de Medio Siglo“ oder „Generation der Fünfziger“ – in der Malerei wird die entsprechende Bewegung „Generación de la Ruptura“ genannt, weil sie mit den übergroßen Vorbildern wie Rivera oder Siqueiros bricht – ist in Europa wenig bekannt geworden. Ihre Vertreter haben den wachsenden Wohlstand kennen gelernt, die der Exportboom des Zweiten Weltkriegs mit sich gebracht hat. Sie verzichten auf große Entwürfe, ihre Werke lassen kaum noch Einflüsse philosophischer Positionen und Diskussionen erkennen. Sie vermeiden das Revolutionspathos und beziehen aufgrund ihrer kosmopolitischen Orientierung Position gegen Nationalismus und Realismus, sind aber dennoch Rebellen. Einige von ihnen sind von der Befreiungstheologie beeinflusst; sie engagieren sich für und in multinationalen Organisationen oder beteiligen sich an der Suche nach den Quellen der mexikanischen Identität und den Ursachen der mexikanischen Abhängigkeit von den USA.
Dazu gehören der im Tiefland von Yucatán geborene extrem vielseitige Juan García Ponce, einer der wenigen mexikanischen Kenner der deutschen Literatur, ferner der Sohne palästinensischer Immigranten, Dichter, Essayist und Literaturwissenschaftler Gabriel Zaid (* 1934), der von Ezra Pound beeinflusste Avantgardist und Kritiker Salvador Elizondo, der Schriftsteller und Mitbegründer der Zeitschrift „Cuadernos del Viento“ Huberto Batis (1934–2018) und der weitgereiste Lyriker, Romancier, Erzähler, Dozent und Cervantespreisträger José Emilio Pacheco, dessen realistische Berichte und psychologischen Studien aus der banalen Alltagswelt oft ins Phantastische und Erträumte kippen. Zu nennen sind weiterhin der Erzähler und Essayist José de la Colina (1934–2019) und die sozialkritisch-subversive Erzählerin Inés Arredondo, die Verfasserin von Río subterráneo (1979), einer Sammlung von Erzählungen über Selbstaufopferung und Exzess in der Liebe. Auch der Erzähler, Romanautor, Übersetzer, Literaturprofessor und Diplomat Sergio Pitol, der sowohl von der lateinamerikanischen Phantastik als auch von der (ost-)europäischen Literatur und von seiner Tätigkeit als Botschafter in Prag und als Kulturattaché in anderen osteuropäischen Ländern beeinflusst wurde, begann in dieser Phase zu schreiben. Sein Blick geht mit der weiteren Entwicklung seines Werkes zunehmend über die traditionellen mexikanischen Themen hinaus. Viele Angehörige dieser Generation wirkten auch noch nach der Jahrhundertwende. Ihr letzter Vertreter, der Essayist, Romanautor und Fotograf Víctor Flores Olea, starb 2020. Sein Werk Crítica de la globalidad: Dominación y liberación en nuestros tiempos (1999) lässt die Probleme der Gewinnung eines kosmopolitischen Standorts bei gleichzeitiger Bemühung um den Erhalt der nationalen Souveränität erkennen.

## Sozialkritik und Sozialdokumentation
Zwischen den Generationen steht Carlos Fuentes, der als Sohn eines Diplomaten eine lange Zeit seines Lebens in den USA, Lateinamerika und Europa verbrachte und zu den großen lateinamerikanischen Romanciers neben Gabriel García Márquez und dem Peruaner Mario Vargas Llosa zählt. Über 50 Jahre hinweg veröffentlichte das frühere Mitglied der Kommunistischen Partei Mexikos zahlreiche Romane und Kurzgeschichten, die in viele Sprachen übersetzt und vielfach ausgezeichnet wurden (u. a. mit dem Cervantespreis 1987 und der Picasso-Medaille der UNESCO 1994). Die Polyphonie der verschiedenen gesellschaftlichen Schichten und scharfe Sozialkritik an der Unterdrückung sozialer Bewegungen in dem sich rasch industrialisierenden Land unter der Präsidentschaft von Adolfo López Mateos verbinden sich in seinem Werk mit historischer Rückschau. Er verleiht Indios, kleinen Angestellten und Händlern ebenso eine Stimme wie Militärs unterschiedlichen Rangs, Intellektuellen, Unternehmern und Großgrundbesitzern. Das gilt schon für seinen ersten Roman „La región más transparente“ (1958; dt. „Landschaft in klarem Licht“, 1974). Hier erinnern sich die Nachkommen der Revolutionäre – Gewinner und Verlierer, Bankier wie Vorarbeiter – in Mexiko-Stadt der 1950er Jahre in unstrukturierten, teils chaotischen Dialogen an die Ereignisse damals und diskutieren die postrevolutionäre Entwicklung. Viele von denen, die sich aus den gleichen Hütten [...] in die Revolution stürzten [...], sind jetzt feine Leute geworden, und wir sind da geblieben, wo wir angefangen haben. Aber wir beklagen uns nicht. Was man erlebt hat, das kann einem keiner nehmen. Berühmt ist das dem Buch entnommene Zitat auf einer Gedenkplatte im historischen Zentrum Mexiko-Stadt, in dem es unter anderem heißt: In Mexiko gibt es keine Tragödie: Alles wird zur Beleidigung. Auch „La muerte de Artemio Cruz“ (1962) ist ein desillusionierender Roman über Hoffnung und Verrat während der mexikanischen Revolution. Die Erzählungssammlung „La frontera de cristal“ behandelt kritisch die Beziehungen zu den USA. In „La nueva novela hispanoamericana“ analysiert er die Geschichte des mexikanischen Romans und der auf ihn wirkenden Einflüsse – allerdings unter Vernachlässigung der Chicano-Literatur. In „Cambio de piel“ (1967) wird der Einfluss der phantastischen argentinischen Literatur deutlich. In seinem Roman „Terra Nostra“ analysiert er 2000 Jahre Geschichte der spanischen Kultur und der Beziehungen Mexikos zur spanischen Kolonialmacht.

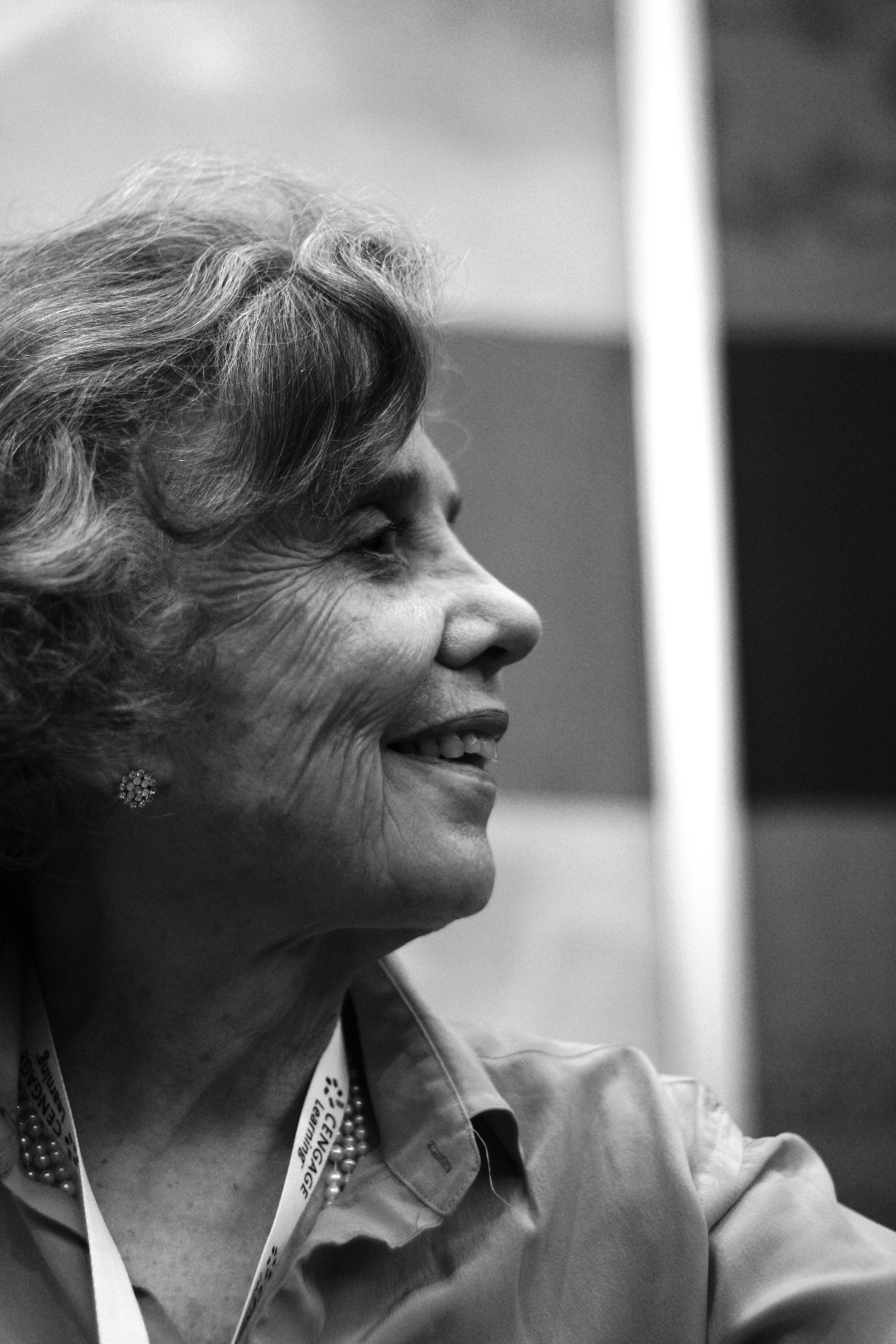
Elena Poniatowska (2008)

Vier Jahre jünger als Fuentes ist die in Paris geborene Elena Poniatowska, deren Eltern 1941 nach Mexiko geflohen waren. Sie zählt seit Jahrzehnten zu den herausragenden Journalistinnen, Chronistinnen und Schriftstellerinnen Mexikos. Beeinflusst u. a. durch Teresa de la Parra schuf sie sich durch die Dokumentarliteratur einen Namen, in der sie die Unterdrückung der mexikanischen Frau und das Leben in den Armenvierteln thematisierte. In „La noche de Tlatelolco“ (1970) beschreibt sie das Massaker von 1968, in „Nada, nadie. Las voces del temblor“ (1988) die Folgen des Erdbebens von 1985. In ihrem Werk, so auch in ihren Biographien mexikanischer Frauen, mischen sich dokumentarische mit fiktionalen Elementen. 2013 erhielt sie den Cervantespreis.
Auch der in Chiapas geborene politische Lyriker und Abgeordnete Jaime Sabines setzt sich in bewusster „verarmter“ Alltagssprache mit den Ereignissen von Tlatelolco auseinander („Tlatelolco“ 1968); Octavio Paz hielt ihn für einen der größten Lyriker spanischer Sprache. In den 1970er Jahren lebte der Chilene Roberto Bolaño im mexikanischen Exil als literarischer Provokateur und gründete 1975 die gegen den traditionellen Literaturbetrieb gerichtete Bewegung der Infrarealisten („Infrarrealismo“), eine Art mexikanischer Dada-Bewegung, gemeinsam mit Mario Santiago Papasquiaro. Beide prägten den Stil der „punkigen“ Alltagspoesie der vom französischen Surrealismus beeinflussten Gruppe, zu der auch José Vicente Anaya und Rubén Medina gehörten. José Agustin (* 1944) mischt in seinen Romanen wörtliche Rede und Bericht und nutzt die Technik des Gedankenstroms; seine Protagonisten sind meist junge Menschen aus der Mittelschicht.

## „Literatur der Katastrophen“ seit 1980
Die mexikanische Prosa seit etwa 1980 wurde von politischen und ökonomischen Krisen, von historischen Traumata, den Auswirkungen unvollständiger Modernisierung, ethnischen Konflikten, von Migration und fortwährender Verstädterung stark beeinflusst. Das Ende des Erdölbooms und der wirtschaftliche Niedergang des Landes lösten zu Beginn der 1980er Jahre eine politische Krise und die Zahlungsunfähigkeit des Landes aus, die in der Literatur als Krise der staatlichen Institutionen und des korrupten Parteienapparats, vor allem der Partei der institutionalisierten Revolution PRI entlarvt wurde. Der Alltag blieb von Gewalt geprägt. Zwischen den verschiedenen ethnischen Gruppen, zu denen auch immer mehr Ostasiaten gehören, kam zu zunehmenden Spannungen. Zu den bekanntesten Autoren dieser Zeit zählen Carlos Montemayor („Guerra en el Paraíso“ 1991, dt.: „Krieg im Frieden“ 1998), José Agustín („Cerca del fuego“ 1986), der wie der heute in den USA lebende Gustavo Sainz der „Bewegung der Welle“ („La Onda“) angehört, sowie Héctor Aguilar (Morir en el Golfo). Der sozialistische Sozialanthropologe, Lyriker und Erzähler Eraclio Zepeda förderte das Indiotheater und die sozialen Bewegungen in Chiapas.

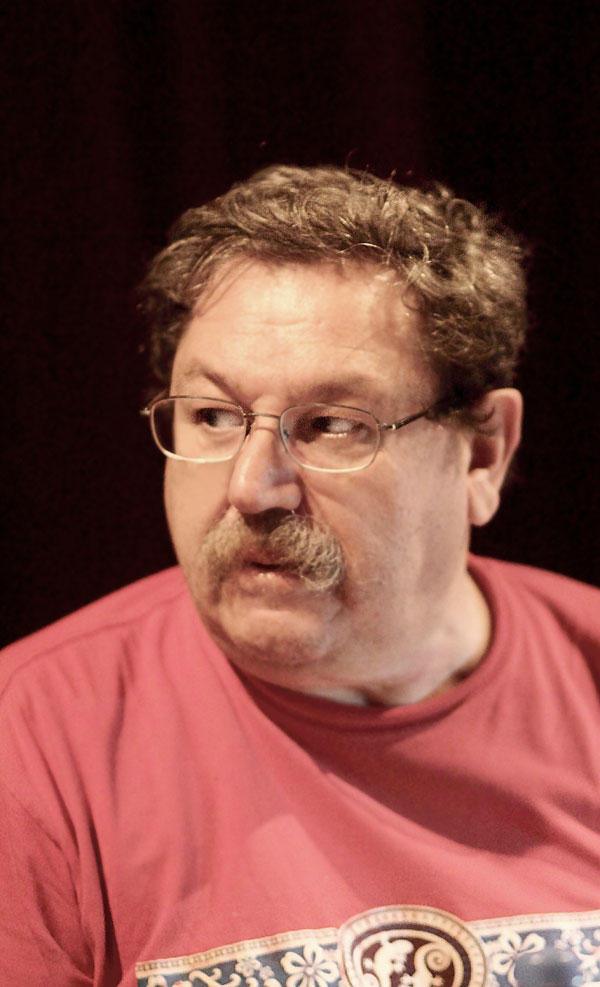
Paco Ignacio Taibo II (2014)

Viele Autoren dieser Generation setzen sich stilistisch von den großen Vorbildern der 1960er und 1970er Jahre ab. Ángeles Mastretta (Arráncame la vida, 1986; dt. „Mexikanischer Tango“, 1988) beschreibt die Korruption aus der Perspektive der Ehefrau eines Kaziken und nutzt dabei die Form des Politthrillers, wobei er auch vor trivialen Klischees nicht zurückschreckt. Die Einbeziehung der Umgangssprache kennzeichnet auch die zahlreichen, vielfach ausgezeichneten Kriminalromane und Politthriller von Paco Ignacio Taibo II, der als Gewerkschaftsaktivist der Protestbewegung von 1968 nahe stand und auch Sachbücher zu politischen und historischen Themen verfasste. Er begründete das Literaturfestival Semana negra (Schwarze Woche) von Gijón.

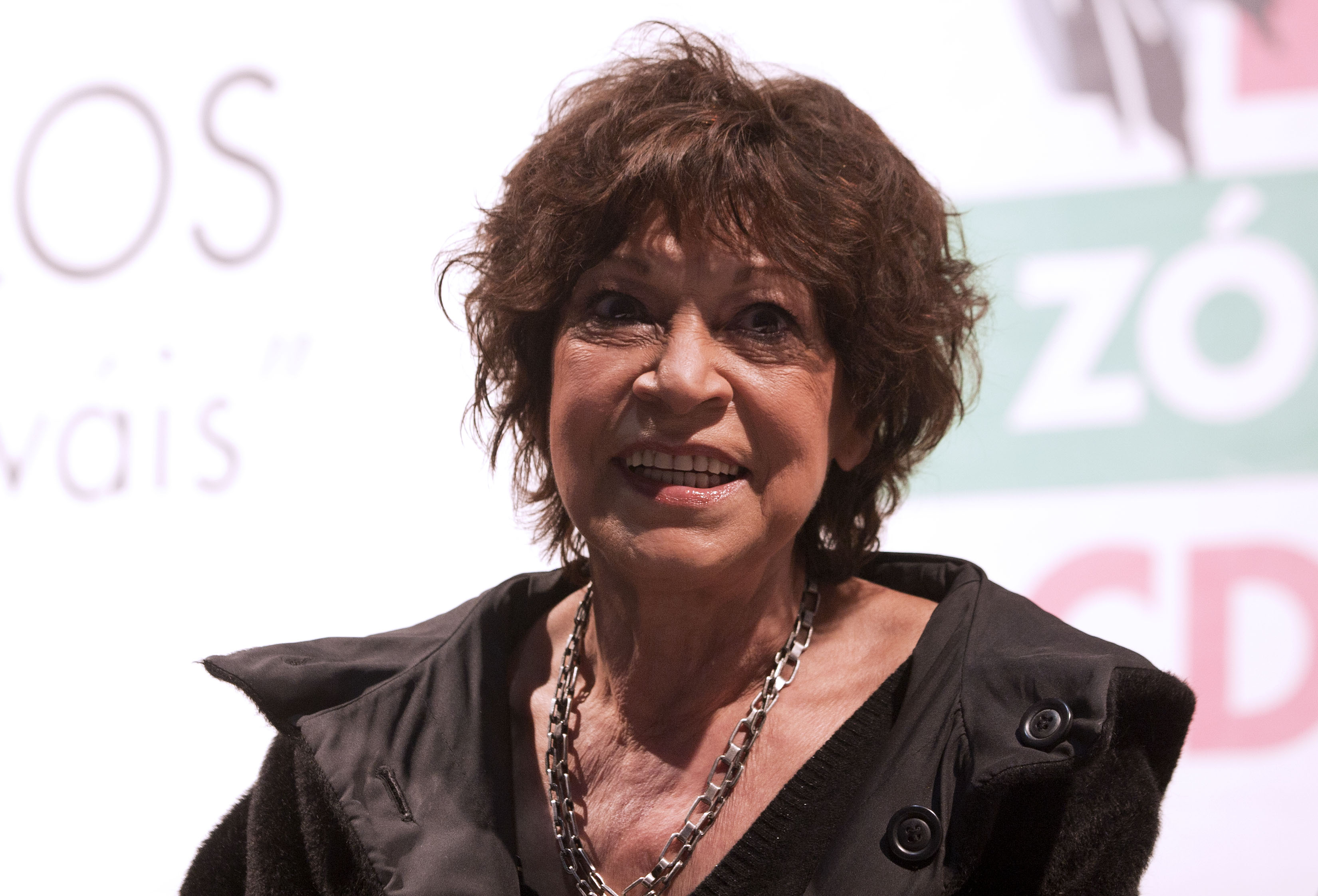
Cristina Pacheco (2013)

Zu einem ähnlichen Trauma wie das Massaker von Tlatelolco wurde das Erdbeben in Mexiko-Stadt von 1985. Viele Autoren wie die 1941 geborene, aus einer sehr armen Familie im ländlichen Guanajuato stammende Journalistin Cristina Pacheco ritisierten das völlige Versagen der staatlichen Institutionen, das die Selbstorganisation der Armen in den Barrios (Literatura de barrio) und die neuen sozialen Bewegungen förderte. Carlos Monsiváis, ein ebenso aufsässiger wie populärer Autor und guter Kenner der mexikanischen Popularkultur («No sin nosotros». Los días del terremoto 1985-2005, 2005), Cristina Pacheco (Zona de desastre) und Elena Poniatowska begannen, tageweise Chroniken zu schreiben und diese fortlaufend in Zeitungen zu publizieren. Pacheco brachte neben ihrer regelmäßigen Kolumne Mar de historias in der Tageszeitung La Jornada mit einer großen Fülle von Themen und Gestaltungsformen auch mehrstündige Zeitschriften- und Fernsehinterviews in eine narrative Form, um aktuelle Nachrichten, die unbewältigte Vergangenheit oder interessante Biographien in literarische Fiktion zu verwandeln und sich als Vertreterin der Sorgen und Leiden breiter Volksschichten zu präsentieren, ohne sich selbst dabei in den Mittelpunkt zu stellen. Mosniváis betonte aber auch den kreativen Aspekt des Wucherns der mexikanischen Städte (Cultura urbana y creación intelectual. El caso mexicano, 1981).
Auch das Theater, das teilweise vom Staat gefördert wird, selbst wenn die Mittel knapper werden, befasst sich mit der politischen Geschichte des Landes, mit Gewaltexzessen und Drogenkriegen, Migration, Neokolonialismus und Zerstörung der Familien. International bekannt wurde das in Ciudad Juárez gegründete Theater Carretera 45 unter Antonio Zúñiga, das seit 1999 seinen Sitz in Cuauhtémoc (Mexiko-Stadt) hat.
In den 1990er Jahren gewann der Roman – vor allem die alternative Geschichtsschreibung in Romanform – im Vergleich zur Erzählung weiter an Boden. Fernando del Paso war ein wichtiger Vertreter des mit phantastischen Elementen durchsetzten historischen Romans. Anregungen entnahm er der aztekischen Mythologie, dem barocken Schelmenroman, aber auch dem Werk von Laurence Sterne und James Joyce. In deutscher Sprache liegen drei Romane von ihm vor, darunter „Nachrichten aus dem Imperium“. Margo Glantz, international bekannter Sprach- und Literaturwissenschaftler, behandelt in Anlehnung an barocke Traditionen Themen wie Sexualität, Erotik, Körperlichkeit und Migration. Als Kritiker befasste er sich mit dem Werk von Juana Inés de la Cruz. Der Debütroman Campeón gabacho (2016, deutsch Gringo Champ, 2019) der damals 19-jährigen Aura Xilonen über einen jungen Migranten ist in einer Kunstsprache mit vielen Neuschöpfungen verfasst, die man als neobarock bezeichnen kann.

## Auf der Suche nach Diversität statt nationaler Identität
Jüngere Autoren dokumentieren eine wachsende Breite möglicher Lebensentwürfe und nehmen auch die Kultur der indigenen und der Immigrantengruppen verstärkt in den Blick. Es kam zu einem regelrechten Boom feministischer Literatur. Sara Sefchovich dekonstruiert in ihrem Roman La señora de los sueños (1994) das mexikanische Frauenbild. Bárbara Jacobs, Tochter libanesischer Einwanderer, wurde durch Romane und Erzählungen bekannt. Myriam Moscona, die aus einer bulgarisch-jüdischen Familie stammt, schreibt nicht nur in spanischer, sondern auch in sephardischer Sprache.
Ignacio Padilla (1968–2016) und Eloy Urroz (* 1967) kritisierte die fragwürdigen Identitätskonstruktionen des Macondismo, der seit den 1960er Jahren die lateinamerikanische Literatur beeinflusst hatte. Auch Jorge Volpi bricht in seinen psychologisch-forschenden Romanen mit dem Magischen Realismus, so in seiner fiktiven Wissenschaftlerbiographie Das Klingsor-Paradox. Die drei gehören der sog. Crack-Gruppe an, die ihre Geschichten oft in Europa ansiedeln. Die Theaterstücke (El fantasma del Hotel Alsace: Los últimos días de Oscar Wilde, 2001), Erzählungen, Essays und Gedichte des vor allem als Lyriker bekannt gewordenen früheren Direktors der Nationalbibliothek Vicente Quirarte (* 1954) verarbeiten Ereignisse aus der Biographie bekannter Künstler oder der mexikanischen Geschichte, oder sie basieren auf der Betrachtung von Bildern oder Stadtlandschaften.
Homosexuelle Autoren (seltener lesbische Autorinnen) verschaffen sich seit den 1980er Jahren verstärkt Gehör für ihre Themen. Dazu gehören der Erzähler und Dramatiker Luis Zapata Quiroz (* 1951), der Publizist und Essayist Carlos Monsiváis (1938–2010), Salvador Novo und Ethel Krauze („Atrapadas en la casa“, 2002).
Die barocke Sprache weicht zunehmend der Verknappung und Lakonie, die sich an Arreola und Rulfo orientiert. In dieser Tradition stehen Jorge Comensals tragikomische Satire „Verwandlungen“ (dt. 2019) über einen Rechtsanwalt, der durch Zungenkrebs seine Sprache verloren hat und sich mit einem Papagei anfreundet, Augusto Monterrosos Kurzprosa und Bernarda Solís’ feministische Erzählungen. Ihre Kritik der Geschlechterbeziehungen und des Machismo bezieht sich auf die nach wie vor wichtigsten Themen der mexikanischen Frauenliteratur. Zu erwähnen sind Aline Pettersson, Ethel Krauze, Dorelia Barahona und die heute in New York lebende Carmen Boullosa, die auch historische Themen in feministischer Perspektive behandelte. Von ihr liegen zwei Romane in deutscher Sprache vor. Gewalt, Selbstjustiz und Drogen sind Themen einer Trilogie von Yuri Herrera (dt.: „Der König, die Sonne, der Tod“). Einer breiteren Leserschaft bekannt wurden auch die postmodernen Kurzgeschichten von Mario Bellatin, der u. a. Anleihen an der lakonischen Literatur Joseph Roths nimmt.
Das literarische Leben Mexikos hat sich mittlerweile stark dezentralisiert. Die Kultur des Nordwestens rückte ins Zentrum der Arbeit des Historikers Ricardo Elizondo Elizondo (1950–2013) aus Monterrey. In Guadalajara lehrt der Historiker und Schriftsteller José Raúl Navejas Dávila. Auch in Tijuana und Mexicali (beide in Baja California) sowie in Baja California Sur bilden sich seit den 1980er Jahren literarische Zirkel und Werkstätten. Autoren aus Baja California sind Oscar Hernández (* 1955) („Nubes“, 1983), Edmundo Lizardi (* 1953) und Manuel Romero. Es waren auch Literaten, die sich für die Gründung der Universidad Autónoma de Baja California und damit für die Befreiung Niederkaliforniens aus der kulturellen Isolation einsetzten. In Analogie zur Mexicanidad spricht man dort bei der Suche nach der regionalen Identität von Californidad.
Die in den 1970er Jahren geborenen Autoren werden oft als generación inexistente, als No Generation oder virtuelle Generation bezeichnet; es gibt nur wenige Gemeinsamkeiten zwischen ihnen, außer dass sie im Internet agieren, und sie treffen sich nur noch selten persönlich. Dazu zählen Antonio Ortuño, dessen präzise kalkulierten Romane von den Themen Gewalt und Flucht handeln (Die Verbrannten, Madrid, Mexiko), und der zeitweise in Brasilien und heute in Spanien lebende Juan Pablo Villalobos (* 1973). Die seit etwa 2010 zunehmende Gewalt der Drogenkartelle und des Staates findet ihren Niederschlag in einer umfangreichen Narco-Literatur. Oft sind die Gewaltexzesse aber nicht mehr direkt darstellbar. Villalobos verwendet daher das Stilmittel der Groteske in seinem Roman „Fiesta in der Räuberhöhle“ (dt. 2011) für die Darstellung der Koexistenz von Staats- und Drogenbandenterror.
Vielfach ausgezeichnet und in viele Sprachen übersetzt wurde das Werk der Erzählerin, Romanautorin und Essayistin Guadalupe Nettel (* 1973), die in Paris studierte und heute auch in multimedialen Projekten aktiv ist. Ihr Roman „Después del invierno“ (2014) spielt unter mexikanischen Emigranten in Europa.
Die Autoren der jüngeren Generation – viele stammen aus Guadalajara – neigen nicht zu Formexperimenten; sie sind Geschichtenerzähler mit einer stark lokal geprägten Thematik. Die Kehrseite dieser Entwicklung ist, dass sich das europäische Interesse an der mexikanischen Literatur in den letzten Jahrzehnten stark verringert hat.

## Verlagswesen und Buchmessen

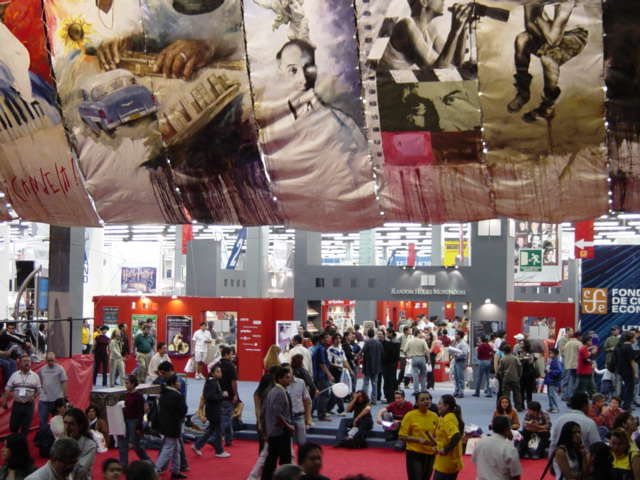
Haupteingang der Internationalen Buchmesse Guadalajara 2002

Mexiko ist der größte spanischsprachige Buchmarkt der Welt mit über 120 Millionen potenziellen Lesern. Der Fondo de Cultura Económica hat seit seiner Gründung 1934 etwa 7000 Bücher herausgegeben, von denen 5000 immer wieder nachgedruckt werden. Er unterhält mittlerweile Zweigstellen in vielen lateinamerikanischen Staaten und in den USA und hat sich zum größten Verlag Lateinamerikas entwickelt. Seit 1987 findet in Guadalajara eine gut ausgestattete internationale Buchmesse mit einem Literaturfestival (Feria Internacional del Libro de Guadalajara, FIL) statt, die heute die größte der spanischsprachigen Welt ist. Obwohl die Publikationsmöglichkeiten in Mexiko vergleichsweise gut sind – 2009 erschienen einschließlich der Nachdrucke über 18.500 Bücher in 219 aktiven Verlagen –, müssen viele Autoren von Zeitschriftenveröffentlichungen und den zahlreichen staatlichen und universitären Literaturpreisen leben. Die steigende Zahl der Übersetzungen in fremde Sprachen schafft hier Abhilfe.

## Wichtige Literaturpreise
In Mexiko werden zahlreiche nationale, internationale oder von Hochschulen gestiftete Literaturpreise vergeben. Dazu zählen der Premio Nacional de Ciencias y Artes (seit 1945) in der Kategorie Linguistik und Literatur, der Premio Nacional de Literatura José Fuentes Mares (seit 2000), der von der Buchmesse in Guadalajara seit 1991 vergebene Premio FIL de Literatura en Lenguas Romances (bis 2005 nach Juan Rulfo benannt), der ebenfalls von der Buchmesse seit 1993 vergebene Premio Sor Juana Inés de la Cruz, der Premio nacional de ensayo joven Octavio Paz, der Premio Xavier Villaurrutia, mit dem seit 1955 einzelne Werke ausgezeichnet werden, ferner der nach dem mexikanisch-spanischen Dramatiker des 17. Jahrhunderts benannte Premio Estatal al Mérito Literario Juan Ruiz de Alarcón des Bundesstaates Guerrero und viele andere.
Eine besondere Ehrung stellt die Aufnahme von Autoren in die Academia Mexicana de la Lengua dar, die überwiegend Wissenschaftlern vorbehalten ist.
Vier mexikanischen Autoren erhielten den wichtigsten Literaturpreis des hispanischen Sprachraums, den Premio Cervantes: Octavio Paz, Carlos Fuentes, Sergio Pitol und José Emilio Pacheco. Der Premio Juan Rulfo ist hingegen kein mexikanischer Preis; er wird seit 1982 vom Französischen Rundfunk, jedoch in Kooperation mit dem Cervantes-Institut in Paris, der Casa de América Latina, dem Instituto de México und dem Colegio de España in Paris sowie der spanischen Ausgabe der Zeitschrift Le Monde diplomatique und anderen Institutionen vergeben.